# جسی رالف
جسی رالف (انگلیسی: Jessie Ralph؛ ۵ نوامبر ۱۸۶۴ – ۳۰ مهٔ ۱۹۴۴) یک بازیگر سینما، و هنرپیشه اهل ایالات متحده آمریکا بود. وی بین سال‌های ۱۸۸۰ تا ۱۹۴۱ میلادی فعالیت می‌کرد.
از فیلم‌هایی که وی در آن نقش داشته است، می‌توان به بی‌نوایان، دیوید کاپرفیلد، کمیل، به دنبال مرد لاغر، کاپیتان خون و طبل‌ها با چرخش پا اشاره کرد.

## مرگ
رالف در سال 1941 پس از قطع شدن پایش از هالیوود بازنشسته شد.  گلاستر، ماساچوست، در 30 مه 1944 در سن 79 سالگی  درگذشت.